# 카트레우스
카트레우스(Catreus)는 그리스 신화에 나오는 미노스의 아들이다. 어머니는 파시파에라고도 한다. 안드로게오스와 데우칼리온의 형제이며, 아리아드네와 파이드라와는 남매 사이이다. 아내의 이름은 알 수 없으나, 아들 알타이메네스와 아에로페, 클리메네, 아페모시네 세 자매를 두었다. 미노스의 뒤를 이어 크레타 섬의 왕이 된 카트레우스는 자식들 가운데 하나가 자신을 죽이게 될 것이라는 신탁을 받고 알타이메네스와 아페모시네를 로도스섬으로 쫓아냈다. 남은 두 자매 아에로페와 클리메네는 노예상 나우플리오스에게 팔아 넘겼으나, 이들은 다행히 노예 신세를 면하였다. 클리메네는 나우플리오스의 아내가 되어 팔라메데스와 오이악스를 낳았으며, 아에로페는 아트레우스의 아내가 되어 아가멤논과 메넬라오스를 낳았다. 아페모시네는 전령의 신 헤르메스에게 겁탈당하여 임신하였는데, 이 사실을 안 알타이메네스가 누이동생을 발로 차서 죽였다고 한다.